# スティーヴ・ハーパー
スティーヴン・アラン・"スティーヴ"・ハーパー（Stephen Alan "Steve" Harper, 1975年3月14日 - ）は、イングランド・ダラム州シーハム出身の元サッカー選手、現サッカー指導者。現役時代のポジションはゴールキーパー。

## 経歴
2015年5月にハル・シティAFCを退団し、翌年1月22日にサンダーランドAFCとシーズン終了までの契約を交わした。2016年8月18日、古巣であるニューカッスル・ユナイテッドFCのアカデミー部門にGKコーチとして招聘された。

## 所属クラブ
- ニューカッスル・ユナイテッドFC 1993-2013

→  ブラッドフォード・シティAFC 1995 (loan)
→  ゲーツヘッドFC 1996 (loan)
→  ストックポート・カウンティFC 1997 (loan)
→  ハートリプール・ユナイテッドFC 1997 (loan)
→  ハダースフィールド・タウンFC 1997-1998 (loan)
→  ブライトン・アンド・ホーヴ・アルビオンFC 2011 (loan)
- ハル・シティAFC 2013-2015
- サンダーランドAFC 2016